# United Nations Mission to Support the Hudaydah Agreement
United Nations Mission to Support the Hudaydah Agreement (UNMHA) ist eine UN-Mission zur Stabilisierung und zum Aufbau einer Regierung des Jemen, die alle politischen und religiösen Gruppen, inklusive der Frauen des Landes vertritt. Daneben wird der Aufbau eines Rechtsstaats aktiv gefördert. Das Hauptquartier der UN-Mission befindet sich in al-Hudaida.
UNMHA koordiniert ihre Arbeit mit dem UN-Sonderbeauftragten für den Jemen.

## Geschichte
Seit 2011 ist die politische Lage im Jemen unübersichtlich. Die UN und der Golf-Kooperationsrat wollen in dieser schwierigen Lage die politische Situation im Land verbessern. Dazu wurde im Dezember 2011 ein Abkommen zwischen der Regierung und dem Golf-Kooperationsrat in Riad unterzeichnet. 2012 wurde ein Verbindungsbüro der Vereinten Nation im Jemen eingerichtet. Konflikte innerhalb der Regierung, den Stämmen des Landes, vor allem der Huthis behindern diesen Prozess. Über die Fortschritte legt der Generalsekretär der UN dem Sicherheitsrat laufend Berichte vor. Die Konflikte eskalierten Mitte 2014 zu einem Bürgerkrieg im Jemen zwischen den Huthis und der Regierung. Ungeachtet der Bemühungen gehen die Kämpfe zwischen den Volksgruppen im Jemen weiter. Die Huthis eroberten weite Teil des Landes. Vermittlungsversuche der UNO und anderer Staaten brachten keinerlei Fortschritte. Meinungsverschiedenheiten, Rivalitäten innerhalb der Regierung und andere Gruppen eskalierten Mitte 2014. Weitere Vermittlungsversuche, die bis Mitte 2015 seitens der UN andauerten, schlugen fehlen. Bis September 2014 und in den darauffolgenden Monaten brachten die Huthis den Großteil des Jemens unter ihre Kontrolle. Der Präsident Abed Rabbo Mansur Hadi bat Saudi-Arabien um Hilfe, das am 26. März 2015 unterstützt von anderen Staaten in den Jemen einmarschierte. In der Resolution 2216 (2015) versuchte der UN-Sicherheitsrat, eine Lösung des Konfliktes herbeizuführen. Bis Juni 2016 folgten weitere Gesprächsrunden, die ohne Ergebnis endeten. In der Zwischenzeit gingen die Kämpfe im Land weiter. Am 13. Dezember 2018 vereinbarten die Huthis und die Regierung eine Öffnung des Hafens der Stadt al-Hudaida für internationale Hilfe für das Land und einen Gefangenenaustausch. Am 22. Oktober 2019 wurden zur Überwachung des Waffenstillstandes 4 Beobachtungsposten entlang der ehemaligen Frontlinien nahe Hudaydah eingerichtet. Mit der Resolution 2564 (2021) wurde der Angriff auf den Flughafen Abha am 10. Februar 2021 und die Angriffe von Saudi-Arabien auf die Huthis verurteilt. Mit der der Resolution 2624 (2022) wurden die Huthis als terroristische Organisation eingestuft und mit Sanktionen belegt. Am 14. April 2023 kam es zu einem Austausch von 900 Gefangen zwischen den Bürgerkriegsparteien.

## Leiter der UNMHA
| Nr. | Name                | Position         | Nationalität | Beginn der Berufung | Ende der Berufung |
| --- | ------------------- | ---------------- | ------------ | ------------------- | ----------------- |
| 1   | Abhijit Guha        | Missionsleiter   | Indien       | 2019                | 2021              |
| 1   | Daniela Kroslak     | stellv. Leiterin | Deutschland  | 2019                | 2022              |
| 3   | Michael Beary       | Missionsleiter   | Irland       | Dezember 2021       |                   |
| 4   | Vivian van de Perre | stellv. Leiterin | Niederlande  | Juli 2022           |                   |

## Maßnahmen
Zur Überwachung wurden 75 UN-Beobachter und anderes Personal in die Region entsandt. Mit der Resolution 2541 (2018) des UN-Sicherheitsrates wurde eine 6-monatige Waffenruhe im Gouvernement al-Hudaida, Rückzug der Truppen aus al-Hudaida und die Zusammenarbeit mit lokalen Kräften zur Wiederherstellung der staatlichen Ordnung vereinbart. Im Jemen wurden die Häfen von Hudaydah, As Salif und Ras Issa für die internationale humanitäre Hilfen geöffnet, UN-Inspektoren überwachen das Einfuhrverbot für Waffen in das Land. Zudem wird der Jemen bei der Minenräumung und der medizinischen Versorgung von Minenopfern unterstützt. Zudem fördert die Mission die Gleichberechtigung von Frauen und Mädchen in der jeminitschen Gesellschaft und verhandelte und organisierte den Gefangenenaustausch zwischen den Konfliktparteien. Daneben wird der Aufbau einer tragfähigen Wirtschaft für das gesamte Land, z. B. durch Schaffung eines Bankensektors aktiv gefördert.

## Sonderbeauftragte/Sondergesandte
Der UN-Sonderbeauftragte für Jemen. ist seit 2022 der Schwede Hans Grundberg, sein Vorgänger war der Brite Martin Griffiths. Von 2015 bis 2018 war der Mauretanier Ismail Ould Cheikh Ahmed UN-Sondergesandter für Jemen.